# Кјеза (Ла Специја)
Кјеза (итал. Chiesa) је насеље у Италији у округу Ла Специја, региону Лигурија.
Према процени из 2011. у насељу је живело 22 становника. Насеље се налази на надморској висини од 303 м.